# Via dei Grands Mulets
La via dei Grands Mulets è una delle vie normali al Monte Bianco e si trova sul versante nord della montagna, quello francese. Il nome è dovuto allo sperone roccioso, detto i Grands Mulets, su cui sorge l'omonimo rifugio, che si trova lungo la via. È stata la principale via normale dal 1874 agli anni cinquanta, per divenire successivamente un itinerario soprattutto sci alpinistico, frequentato dal tardo inverno alla primavera.
Dai Grand Mulets si svolse anche la prima salita assoluta del Monte Bianco, l'8 agosto 1786, da parte di Jacques Balmat e Michel Gabriel Paccard. I due alpinisti tuttavia, arrivati al Grand Plateau, invece di passare dal Col du Dôme e dalla cresta delle Bosses affrontarono il versante nord direttamente, attraverso i Rochers Rouges, per poi terminare sulla cresta nord-est.

## Prima ascensione
La prima ascensione della via dei Grands Mulets e per la cresta delle Bosses fu compiuta il 29 luglio 1859 da E. Headland, G.C. Hodgkinson, C. Hudson e G.C. Joad con Melchior Anderegg, François Couttet e altre due guide.

## Descrizione

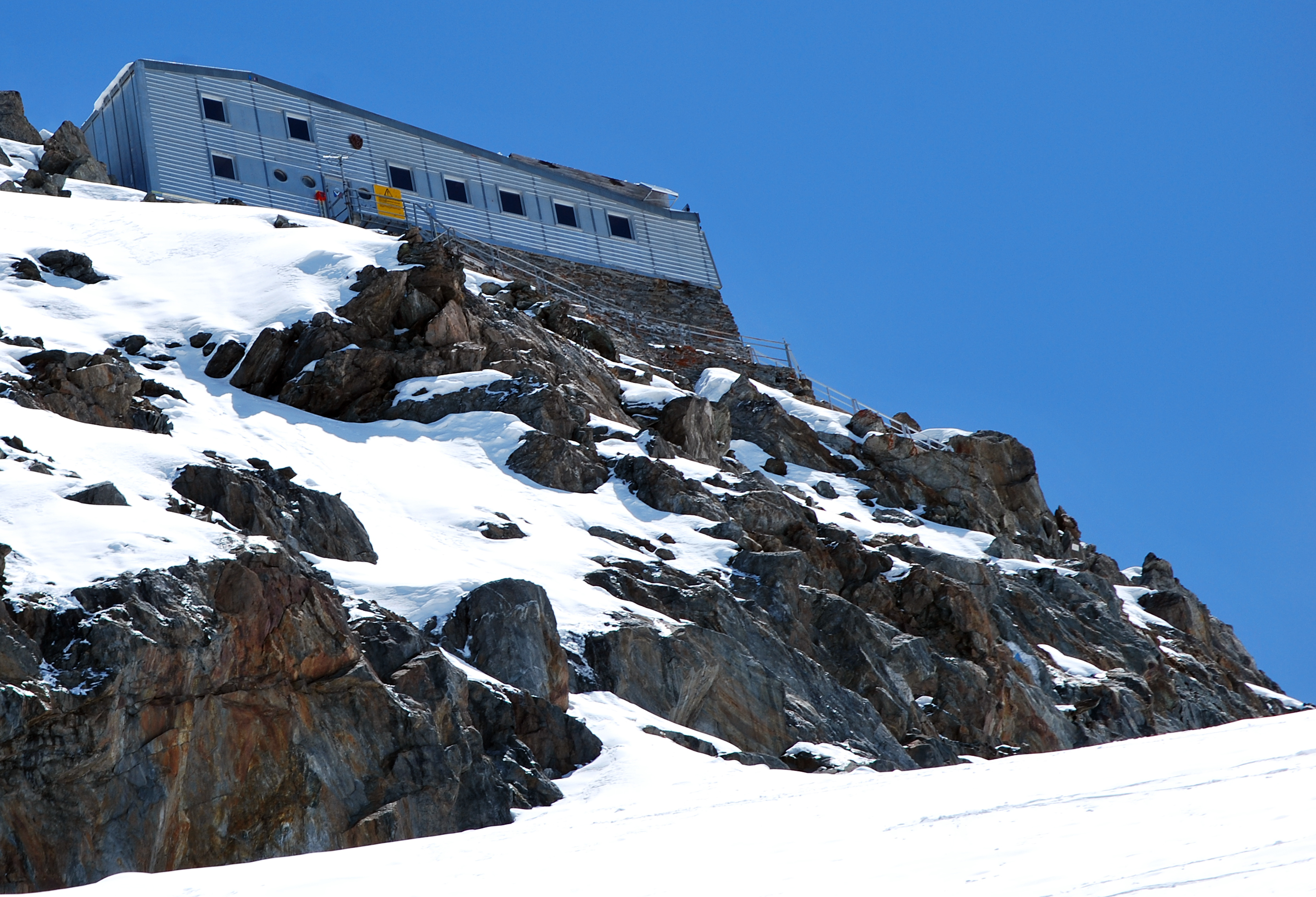
Il rifugio dei Grands Mulets, 3.051 metri

L'ascensione avviene in due giorni. Il primo giorno si raggiunge il rifugio dei Grands Mulets (3.051 m): da Chamonix tramite la funivia dei Ghiacciai si sale alla stazione intermedia Plan de l'Aiguille (2.310 m), si attraversa prima il ghiacciaio des Pèlerins e poi il ghiacciaio dei Bossons che si risale fino allo sperone roccioso dei Grands Mulets, su cui sorge il rifugio.
Il secondo giorno dal rifugio si risale il ghiacciaio dei Bossons in direzione sud-ovest fino a incontrare un pendio più ripido, le Petit Montées e successivamente un primo ripiano, il Petit Plateau (3.642 m). Da qui per ripidi pendii, i Grandes Montées, si raggiunge il Grand Plateau (4.000 m circa). Da questo ripiano si sale al Col du Dome (4.239 m) e quindi per la cresta delle Bosses si raggiunge la vetta del Monte Bianco.
È una ascensione lunga con un grande dislivello, essendo il rifugio dei Grands Mulets relativamente basso, ed è valutata di difficoltà alpinistica PD.